# Ibran Mustafić
Ibran Mustafić je bosanskohercegovački političar i pisac. Rođen je 25. srpnja 1960. u Potočarima (općina Srebrenica), u radničkoj obitelji. Osnovnu školu završio je u Potočarima a gimnaziju u Srebrenici. Nakon toga je završio Mašinski fakultet u Sarajevu i stekao zvanje diplomiranog inženjera mašinstva. Svoje prvo zaposlenje dobio je u UNIS-ovoj tvornici “Feros” u Potočarima. Na prvim višestranačkim izborima 1990. godine izabran je na mjesto poslanika u Skupštini RBiH, a nakon konstituisanja lokalne opštinske skupštine postaje predsjednik Izvršnog odbora Skupštine Općine Srebrenica. Sudionik je raspleta političke krize u SFRJ, kako na nivou Republike Bosne i Hercegovine, tako i na regionalnom i lokalnom nivou. Nakon usložnjavanja političke situacije, postaje jedan od ključnih ljudi u organizaciji obrane Srebrenice. U periodu od ljeta 1991. do početka sukoba, Naser Orić mu je često bio lični pratilac, ali i veoma blizak potčinjeni suradnik. U toku rata preživio je planiranih likvidacija – atentata, od strane srebreničke ratne mafije predvođene Orićem. Nakon napada na Sarajevo, na poziv odgovornih ljudi, uspijeva se probiti do glavnoga grada Bosne i Hercegovine kako bi bile spašene državne institucije, ali zbog blokade ostaje sedam mjeseci u Sarajevu i aktivno se uključuje u redove Armije BiH. Preko aerodromske piste uspijeva izaći iz Sarajeva i bosanskim planinama i vrletima, 12. decembra 1992. godine, doći u Srebrenicu. Dana 12. jula 1995. godine odveden je od strane srpskih snaga iz baze u Potočarima, kada mu se gubi svaki trag, da bi se nakon sedam i po mjeseci doznalo da je živ. Poslije devet mjeseci i 10 dana ropstva u zatvoru u Bijeljini, razmjenjen je za pripadnika Vojske Republike Srpske pukovnika Krsmanovića i još pet srpskih zarobljenika. 
Nakon rata i izlaska iz ropstva, napušta SDA, postaje žestoka oporba režimu Alije Izetbegovića i priključuje se radu Parlamenta Bosne i Hercegovine. Zbog očigledne izdaje i svjesnog žrtvovanja Srebrenice od strane Izetbegovićevog ratnog režima u Sarajevu, nastavlja političko-pravnu borbu za istinu o Srebrenici, izdaji, tamnoj strani rata, uzrocima, tajnim ciljevima, konačnim rezultatima, ratnoj i poratnoj mafiji. Angažovan je, takođe, kao predsjednik nevladine organizacije “Majke Srebrenice i Podrinja”. Zbog neslaganja s režimom, informacije o njegovom radu su cenzurisane u državnim medijima Bosne i Hercegovine. I poslije rata je izbjegao dva atentata i nekoliko puta je fizički napadnut. Ibran Mustafić je takođe ratni vojni invalid. U ratu je izgubio jedinog brata i mnogobrojne muške članove uže i šire familije.
U proljeće 2008. godine iz štampe je izasla njegova prva knjiga PLANIRANI HAOS (1990-1996) – autobiografski roman koji opisuje predratna i ratna zbivanja u Srebrenici i Podrinju, a posebno kriminalno djelovanje ratnog komandanta 28. divizije Armije BiH Nasera Orića i njemu bliskih ljudi. Knjiga je izazvala mnoge kontroverze (što je za posljedicu imalo fizičke napade na autora). O prijetnjama je suvišno i govoriti. Iako je knjiga u ilegali zabranjivana, bez ijedne promocije doživjela je tri izdanja. Dosta primjeraka je poštanskim putem prodato i na prostoru bivše Jugoslavije, ali i u inostranstvu. Inače, PLANIRANI HAOS bio je najčitanija knjiga u BiH tri mjeseca nakon izlaska. Nije prevedena ni na jedan strani jezik. Nekoliko primjeraka knjige se nalazi u Ruskoj akademiji znanosti i umjetnosti. Autor knjige Ibran Mustafic je i javno svjedočio u procesu protiv Nasera Orića. Ibran Mustafić je jedini bosanskohercegovački političar koji je javno odao počast srpskim žrtvama rata u BiH.
PLANIRANI HAOS (1990-1996) je autobiografski roman koji se temelji na potpuno istinitim događanjima u Srebrenici i njenoj okolini u periodu od 1990-1996. godine. Naziv knjige djelomično pruža jedan začuđujući odgovor na pitanje zašto je Srebrenica postala imenica planetarnog značaja. Kada je u pitanju "slučaj Srebrenica", ne možemo reći ni da su sve žrtve nevine. Sam autor nijednog momenta ne amnestira ni svoj angažman, greške i zablude, ali ne štedi nikoga. Ako ni sve žrtve nisu nevine, onda nije niko nevin. Srebrenica, kao simbol zločina mora biti temeljena na brutalnoj istini, a tu istinu moraju "progutati" svi. Nečiji je zalogaj veći a nečiji manji, ali gorčinu srebreničke zločinačke torte moraju progutati mnogi iz same Srebrenice, Bratunca, Zvornika, Pala, Sarajeva, Tuzle, Beograda, Pariza, Londona, Washingtona, New Yorka i drugih europskih metropola u kojim još uvek sjede kravatirani zločinci. Planirani haos (1990-1996) daje mnoge odgovore. Zbog toga taj bestseler nije izdat nigdje sem u Bosni i Hercegovini, a izdavač u BiH je nevladina organizacija koju vodi autor. Zato bestseler nikad nije imao niti jednu službenu promociju, nikad ga niko nije objavio van BiH, nije preveden niti na jedan strani jezik.